# Magdalena penitente consolada por los ángeles
Magdalena penitente consolada por los ángeles es un óleo sobre cobre de la pintora Josefa de Óbidos. Fue pintado en 1679 y mide 34 cm de alto y 42,2 cm de ancho. Pertenece a la colección del Museo del Louvre de París.

## Descripción
Magdalena penitente consolada por los ángeles es una pintura relativamente tardía de la artista, que expresa su piedad y el profundo sentido del misticismo que impregnó gran parte de su obra. La Magdalena se muestra representada en el momento mismo de su conversión. Todavía vestida con ricas ropas de raso, se ha desmayado en éxtasis ante una visión del cielo en forma de ángeles músicos sobre nubes arremolinadas, mientras dos ángeles arrodillados la sostienen con ternura. En el primer plano se ven sus atributos habituales: el frasco de ungüentos, una calavera y un látigo, al que Óbidos añadió cuidadosamente el detalle de la sangre seca. 
Se aprecia la influencia de la obra de Francisco de Zurbarán en los luminosos toques de blanco y crema, así como en los rasgos faciales y los tejidos.

## Historia
El cuadro pertenecía a la colección privada de Júlio Lima, un acaudalado industrial de Braga.[cita requerida] La obra fue adquirida en enero de 2015 en una subasta de Sotheby's, en Nueva York, por 269 mil dólares (238.615 euros) por Filipe Mendes, un lusodescendiente fundador de una galería de arte Mendes en París. Mendes donó la obra al Museo del Louvre, consiguiendo además que formara parte de su exposición permanente. Finalmente, la pintura fue expuesta el 24 de noviembre de 2016 en la salas del museo, junto con la obra Naturaleza muerta con peces de Baltazar Gomes Figueira, padre de Josefa de Óbidos, y un cuadro del español Francisco de Zurbarán, en una pequeña sala donde también hay una obra de Diego Velázquez, junto a la larga galería de pintura española.[cita requerida]
Hasta ese momento, la obra de Gomes Figueira era la única pintura portuguesa expuesta en el Museo del Louvre, que además contaba con otra de Domingos Sequeira no expuesta al público.